# Santo Guerreiro: Ventos do Norte
Santo Guerreiro: Ventos do Norte é o segundo livro da trilogia Santo Guerreiro escrito pelo brasileiro Eduardo Spohr. A trama se propõe a contar a biografia de um dos principais santos do Catolicismo, São Jorge, pelo prisma histórico. Trata-se de uma obra de ficção, que não pretende desafiar doutrinas ou dogmas, mas lançar luz sobre esse personagem que, seja real ou simbólico, é admirado por milhares de fiéis em todo o planeta.
Entrou em pré venda em agosto de 2022e foi lançado em novembro de 2022 pela editora Verus, sendo sucedido por "Império do Leste".

## Sinopse
Santo Guerreiro é a primeira série literária que se propõe a contar a biografia de São Jorge com base em uma perspectiva histórica. Neste volume, Eusébio, o bispo de Cesareia, descreve os anos de juventude de Georgios Anício Graco (tal qual o santo era chamado em grego) como cavaleiro da Púrpura e tribuno militar, um dos mais altos cargos do exército romano.
No fim do terceiro século, o Império Romano estava à beira do colapso. Invasões bárbaras, confrontos religiosos e insurreições militares ameaçavam a soberania dos césares. Para conter tais distúrbios, o jovem cavaleiro Georgios Graco é enviado à fortaleza de Castra Vetera, às margens do rio Reno, no extremo norte da terra. Longe de casa, ele precisará enfrentar os rigores do clima e treinar os próprios soldados à medida que se prepara para a grande batalha contra os francos, a mais perigosa ― e mais cruel ― das tribos que então habitavam a Germânia.
Santo Guerreiro: Ventos do Norte retrata a juventude de São Jorge como tribuno militar e comandante do exército romano. Com base em novos estudos acadêmicos e vestígios arqueológicos, o autor nos transporta de volta à Antiguidade tardia, a um tempo em que o aço, o amor e a intriga governavam o destino dos homens ― e, por conseguinte, os rumos da história.
Ventos do Norte foi precedido por Roma Invicta (2020) e será sucedido por Império do Leste.